# Sarah English
Pour les articles homonymes, voir English.
Sarah English, née le 27 novembre 1955, est une joueuse de hockey sur gazon et de softball zimbabwéenne.

## Carrière

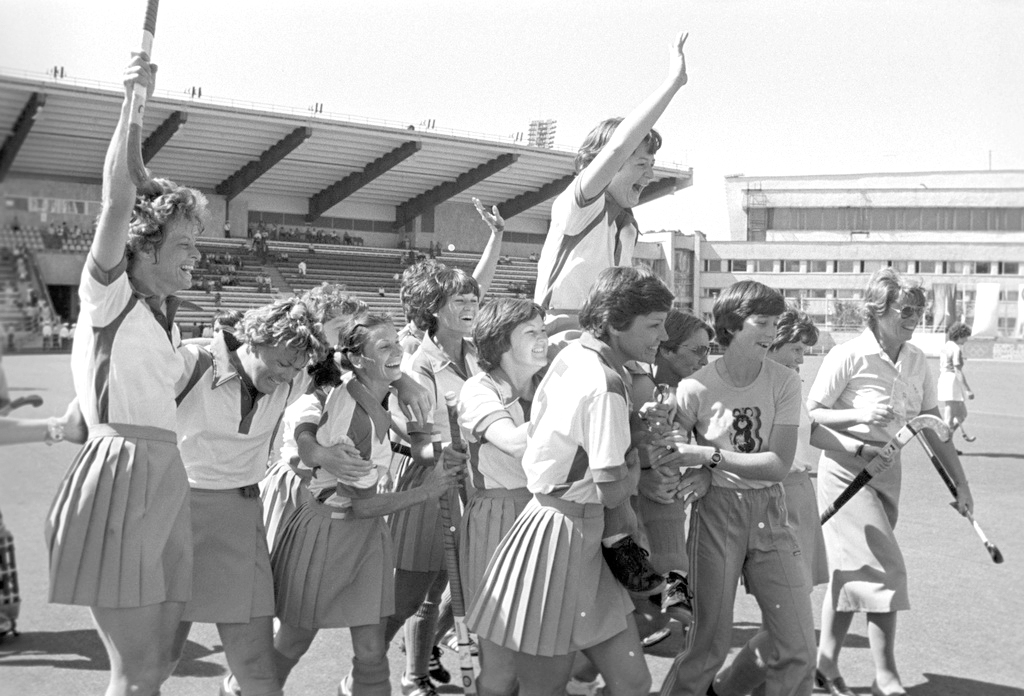
L'équipe du Zimbabwe célèbre sa victoire aux Jeux olympiques de 1980.

La gardienne de but Sarah English fait partie de l'équipe du Zimbabwe de hockey sur gazon féminin sacrée championne olympique en 1980 à Moscou.
Elle a aussi été joueuse de softball jusqu'en 1986.